# Paranthura antillensis
Paranthura antillensis là một loài chân đều trong họ Paranthuridae. Loài này được Barnard miêu tả khoa học năm 1925.